# Martín de Opava
Martín de Opava fue un cronista dominico del siglo XIII.
También es conocido como Martín el Polaco; en latín como Martinus Oppaviensis o Martinus Polonus; en alemán como Martin von Troppau, y en checo como Martin z Opavy.
Se cree que nació en la ciudad de Opava, en Silesia (actualmente en la República Checa) y que murió después de junio de 1278 en Bolonia, durante un viaje de regreso de Roma, siendo enterrado en la Basílica de Santo Domingo, cerca de la tumba del fundador de la Orden. Estudió en Praga y sobre todo desarrolló sus actividades en Polonia.
Su obra Chronicon pontificum et imperatorum (Crónica de los papas y emperadores) es especialmente reconocida por su formato. Cada doble página cubre un período de cincuenta años, con cincuenta líneas por página. Las páginas izquierdas recogen la historia del papado, con una línea por año, y las páginas derechas relatan la historia de los emperadores de modo que las dos narraciones son estrictamente paralelas. Este método innovador basado en el diseño gráfico no fue apreciado por todos sus contemporáneos: muchos copistas recogieron el texto sin respetar la distribución, obteniendo por resultados cronologías más bien caóticas.
La crónica fue muy influyente; se conocen unos cuatrocientos manuscritos, y su reflejo es palpable en muchos cronistas posteriores. Se hicieron traducciones en muchas lenguas vernáculas.
Otra obra de Martín de Opava es el Promptuarium Exemplorum.